# Gmina Cieszków
Gmina Cieszków je polská vesnická gmina v okrese Milicz v Dolnoslezském vojvodství. Sídlem gminy je obec Cieszków. V roce 2021 zde žilo 4 635 obyvatel.
Gmina má rozlohu 100,8 km² a zabírá 14,1 % rozlohy okresu. 
Skládá se ze 17 starostenství.

## Části gminy
Starostenství
Biadaszka, Brzezina, Cieszków, Dziadkowo, Góry, Guzowice, Jankowa, Jawor, Nowy Folwark, Pakosławsko, Rakłowice, Sędraszyce, Słabocin, Trzebicko, Ujazd, Wężowice, Zwierzyniec